# Колињи (Мозел)
Колињи (фр. Colligny) насеље је и општина у североисточној Француској у региону Лорена, у департману Мозел која припада префектури Мец Кампањ.
По подацима из 2011. године у општини је живело 332 становника, а густина насељености је износила 91,97 становника/km². Општина се простире на површини од 3,61 km². Налази се на средњој надморској висини од 268 метара (максималној 285 m, а минималној 218 m).

## Демографија
| 1962. | 1968. | 1975. | 1982. | 1990. | 1999. | 2011. |
| ----- | ----- | ----- | ----- | ----- | ----- | ----- |
| 96    | 106   | 116   | 227   | 254   | 323   | 332   |

График промене броја становника у току последњих година